# سانست، شهرستان واشینگتن، آرکانزاس
سانست (به انگلیسی: Sunset) یک منطقهٔ مسکونی در ایالات متحده آمریکا است که در شهرستان واشینگتن، آرکانزاس واقع شده‌است. سانست ۶۹۴ متر بالاتر از سطح دریا قرار دارد.